# 58756 Malgoyre
58756 Malgoyre è un asteroide della fascia principale esterna. Scoperto nel 1998, presenta un'orbita caratterizzata da un semiasse maggiore pari a 3,073682 UA e da un'eccentricità di 0,129341, inclinata di 10,606682° rispetto all'eclittica. Ha un periodo di rotazione di 39,6825 ore.
Adrien Malgoyre è il project manager francese della rete internazionale di rilevamento di bolidi FRIPON. È responsabile dello sviluppo e della configurazione della rete, dall'acquisizione delle immagini in ogni stazione alla gestione e all'archiviazione dei dati. La passione di Adrien per il progetto FRIPON è stata fondamentale per il successo dell'operazione.